# Louis Héliès
Louis Héliès est un homme politique français né le 1er novembre 1872 à Paris et décédé le 10 juillet 1932 à Paris.

## Biographie
Ouvrier mécanicien, il se lance dans l'industrie et crée un magasin de commerce de gros. Conseiller municipal d'Issoudun, il est député de l'Indre de 1924 à 1932, inscrit au groupe socialiste. 